# Melatiwangi
Melatiwangi is een bestuurslaag in het regentschap Bandung van de provincie West-Java, Indonesië. Melatiwangi telt 4138 inwoners (volkstelling 2010).